# Jenny Schmidgall-Potter
Jenny Schmidgall-Potter   (Saint Paul, 12 de gener de 1979) és una jugadora professional d'hoquei sobre gel nord-americana, guanyadora de quatre medalles olímpiques. És membre de l'equip nacional femení d'hoquei sobre gel dels Estats Units. Va guanyar una medalla d'or als Jocs Olímpics d'hivern de 1998, medalles de plata als Jocs Olímpics d'hivern de 2002 i 2010 i una medalla de bronze als Jocs Olímpics d'hivern de 2006. Després, juga als Minnesota Whitecaps de la Western Women's Hockey League, on va guanyar el campionat de lliga i va ser nomenada MVP per a la temporada 2008-09. Va ser seleccionada per a l'equip olímpic dels Estats Units de 2010 i va ser l'única mare de l'equip.

## Biografia
Van néixer el 12 de gener de 1979 a la ciutat de White Bear Lake, població situada a l'estat nord-americà de Minnesota.

## Carrera esportiva
Membre dels Minnesota Whitecaps, és una de les millors davanteres dels Estats Units. Va participar en els Jocs Olímpics d'Hivern de 1998 realitzats a Nagano (Japó), on aconseguí guanyar la medalla d'or. En els Jocs Olímpics d'Hivern de 2002 realitzats a Salt Lake City (Estats Units) aconseguí guanyar la medalla de plata, metall que repetiria en els Jocs Olímpics d'Hivern de 2010 realitzats a Vancouver (Canadà). Anteriorment, però, havia guanyat la medalla de bronze en els Jocs Olímpics d'Hivern de 2006 realitzats a Torí (Itàlia).
Al llarg de la seva carrera ha guanyat set medalles en el Campionat del Món d'hoquei sobre gel femení, destacant tres medalles d'or.